# Vatairea heteroptera
Vatairea heteroptera är en ärtväxtart som först beskrevs av Allemao, och fick sitt nu gällande namn av F.A.Iglesias. Vatairea heteroptera ingår i släktet Vatairea och familjen ärtväxter. Inga underarter finns listade i Catalogue of Life.